# Cyclotelus fulvipennis
Cyclotelus fulvipennis är en tvåvingeart som först beskrevs av Krober 1928.  Cyclotelus fulvipennis ingår i släktet Cyclotelus och familjen stilettflugor. Inga underarter finns listade i Catalogue of Life.